# Nova Sorocaba
Nova Sorocaba é um bairro, localizado ao norte da cidade de Sorocaba, interior de São Paulo.
Tem como seu centro a praça 'Laudelino do Amaral', chamada de 'Praça do Coreto'. No bairro também está uma das árvores mais antigas da cidade.
Pertence ao bairro uma das principais avenidas de Sorocaba: A Avenida Ipanema, que corta a Zona Norte da cidade, e leva até o município de Iperó, Fazenda Ipanema, e Aramar. O bairro possui padarias, lojas, farmácias, praças, restaurantes e supermercados e uma ótima infra-estrutura para desenvolvimento de novos negócios.
Em Nova Sorocaba se localiza clube de futebol, o Grêmio Esportivo Nova Sorocaba que disputa a primeira divisão do futebol amador de Sorocaba. Seu estádio é o Ariovaldo Mendes, localizado a aproximadamente 300 metros a norte da "Praça do Coreto".